# Tipperary GAA
Le Tipperary GAA est une sélection sportive irlandaise basée dans la province de Munster et pratiquant les sports gaéliques : Hurling, football gaélique et camogie., le Tipperary GAA évolue au Semple Stadium (55 000 places), situé à Thurles. 

Le Comté de Tipperary occupe une place à part dans l’histoire de la GAA, c’est sur son territoire, à l’hôtel Hayes de Thurles, qu’a été créé le 1er novembre 1884 l’association
Avec Cork et Kilkenny Tipperary GAA est une des « superpuissance » du hurling. Son équipe a le troisième plus beau palmarès de la discipline avec 25 victoires dans le All-Ireland Series (palmarès arrêté en 2005). Tipperary a réussi par deux fois à gagner le championnat trois fois consécutivement (1898, 1899, 1900) et (1949, 1950, 1951).
L’équipe des années 1960 est considérée comme une des plus grandes équipes de tous les temps.
Toutefois, l’équipe n’a plus le lustre de ces années-là : En effet, sur les 35 dernières années elle n’a gagné que 3 All-Ireland.

## Palmarès de football gaélique
- All-Ireland Senior Football Championships: 4
  - 1889, 1895, 1900, 1920

- All-Ireland Minor Football Championships: 1
  - 1934

- All-Ireland Junior Football Championships: 3
  - 1912, 1923, 1998

- Munster Senior Football Championships: 9
  - 1888, 1889, 1895, 1900, 1902, 1918, 1920, 1922, 1935

- Munster Under 21 Football Championships: None

- Munster Minor Football Championships: 5
  - 1934, 1935, 1955, 1984, 1995

- Munster Junior Football Championships: 7
  - 1910, 1912, 1923, 1935, 1937, 1952, 1998

- Tommy Murphy Cup: 1
  - 2005

## Palmarès de hurling
- All-Ireland Senior Hurling Championships: 25
  - 1887, 1895, 1896, 1898, 1899, 1900, 1906, 1908, 1916, 1925, 1930, 1937, 1945, 1949, 1950, 1951, 1958, 1961, 1962, 1964, 1965, 1971, 1989, 1991, 2001
- All-Ireland Under-21 Hurling Championships: 8
  - 1964, 1967, 1979, 1980, 1981, 1985, 1989, 1995
- All-Ireland Minor Hurling Championships: 17
  - 1930, 1932, 1933, 1934, 1947, 1949, 1952, 1953, 1955, 1956, 1957, 1959, 1976, 1980, 1982, 1996, 2006
- All-Ireland Junior Hurling Championships: 9
  - 1913, 1915, 1924, 1926, 1930, 1933, 1953, 1989, 1991
- National Hurling Leagues: 18
  - 1928, 1949, 1950, 1952, 1954, 1955, 1957, 1959, 1960, 1961, 1964, 1965, 1968, 1979, 1988, 1994, 1999, 2001
- Munster Senior Hurling Championships: 36
  - 1895, 1896, 1898, 1899, 1900, 1906, 1908, 1909, 1913, 1916, 1917, 1922, 1924, 1925, 1930, 1937, 1941, 1945, 1949, 1950, 1951, 1958, 1960, 1961, 1962, 1964, 1965, 1967, 1968, 1971, 1987, 1988, 1989, 1991, 1993, 2001
- Munster Under 21 Hurling Championships: 18
  - 1964, 1965, 1967, 1972, 1978, 1979, 1980, 1981, 1983, 1982, 1983, 1984, 1985, 1989, 1990, 1995, 1999, 2003, 2004, 2006
- Munster Minor Hurling Championships: 34
  - 1930, 1931, 1932, 1933, 1934, 1935, 1945, 1946, 1947, 1949, 1950, 1952, 1953, 1954, 1955, 1956, 1957, 1959, 1960, 1961, 1962, 1973, 1976, 1980, 1982, 1983, 1987, 1991, 1993, 1996, 1997, 1999, 2001, 2002
- Munster Junior Hurling Championships: 16
  - 1910, 1911, 1913, 1915, 1924, 1926, 1928, 1930, 1933, 1951, 1953, 1985, 1988, 1989, 1990, 1991